# Безменшурське сільське поселення
Безменшу́рське сільське поселення (рос. Безменшурское сельское поселение) — муніципальне утворення у складі Кізнерського району Удмуртії, Росія. Адміністративний центр — присілок Безменшур.
Населення становить 382 особи (2019, 522 у 2010, 723 у 2002).

## Історія
1870 року була утворена Безменшурська волость, до складу якої входило 18 населених пунктів. На початку 20 століття на території волості було утворено Ямайкінську та Безменшурську сільради. 1954 року Ямайкінська сільрада увійшла до складу Безменшурської. Головами сільради були І. А. Кузнецов, А. І. Зверєв (з 1954 року, до того був головою Ямайкінської сільради), А. І. Іванов, А. Є. Решетніков, Я. П. Решетніков, А. Д. Смєлов, А. Р. Іванов, Т. П. Диганова, А. Я. Васильєв, В. А. Герасимов, А. В. Тимофеєва (1985–2002), А. Л. Кощеєв.

## Склад
До складу поселення входять такі населені пункти:
| Населений пункт      | Населення, осіб (2002) | Населення, осіб (2010) |
| -------------------- | ---------------------- | ---------------------- |
| Безменшур, присілок  | 405                    | 306                    |
| Бертло, присілок     | 194                    | 138                    |
| Комуна, починок      | 12                     | 6                      |
| Чуштаськем, присілок | 112                    | 72                     |
| Ямайкіно, присілок   | 0                      | 0                      |

## Господарство
В поселенні діють школа, садочок, 2 фельдшерсько-акушерських пункти, клуб, бібліотека. Серед підприємств працюють 2 фермерства.